# Phalakiosz
Phalaikosz, Phalaikos, Phalaecus (Phókisz, Kr. e. IV-III. század) görög költő.
A peloponnészoszi iskola köréhez tartozott. Néhány epigramma maradt fenn a neve alatt, híressé azonban a róla elnevezett versmérték, a metrum phalaeceum (phalaikoszi verssor) révén vált. Maga a mérték előfordult már Szapphó és Anakreón verseiben is, igazán elterjedtté a hellenizmusban vált. Kedvelt versformája volt Kallimakhosznak és Theokritosznak is. A római költők közül Catullus használta szívesen.

## Ajánlott források
- A kétarcú FALÉKUS. - In: Tanulmányok Szörényi László 60. születésnapjára. MTA 2005.
- Siculos Diodórosz 16,38 kk.
- HORVÁTH Ádám levele Kazinczynak, 1814, augusztus 25, MVSz, 390.
- PETZ Vilmos, Ókori lexikon, Bp., Franklin, 1904, II, 456.
- Franz SUSEMIHL, Geschichte der griechischen Litteratur in der Alexandrinzeit, Leipzig, 1892,
- Görög költők antológiája, ford. FRANYÓ Zoltán, Bp., Európa Könyvkiadó, 1982, 156.